# Управление на вниманието
Управление на вниманието е съвкупност от моделите и инструментите, които помагат за управлението на вниманието на личностно или колективно ниво (икономика на вниманието), както и на краткосрочно (квази реално време) или дългосрочно (период от време, достигащ седмици или месеци).
Изследователят Хърбърт А. Саймън изтъква, че когато има огромно количество информация, вниманието се превръща в оскъден ресурс, тъй като хората не могат да възприемат и обхванат цялата информация.
Според Маура Томас, управлението на вниманието е най-важното умение за 21 век.
С цифровата революция, навлизането на Интернет и комункационните технологии, управлението на времето вече не е достатъчно изискване за висококачествена работа. Когато човек заделя време за извършването на определена дейност, това не означава, че вниманието му ще се задържи, ако има разсейване и прекъсвания. Поради тази причина, хората трябва да спрат да се притесняват за управлението на времето и трябва да се фокусират върху вниманието.
Умението да се контролират разсейванията и умението за фокусиране са изключително важни за постигане на високи резултати.
Проучване на Станфорд показва, че изпълняването на една задача (single-tasking) е по-ефективно от изпълняването на много задачи (multi-tasking).

## Цели на управление на вниманието
Чрез умението да се управлява вниманието се цели да се решат следните проблеми:
- проблемите на хората с увредени или ограничени когнитивни възприятия, като например ограничения капацитет на кратковременната памет
- информационно претоварване
- пренатоварване на социалната интеракция
- прекъсване
- извършване на множество задачи

## Инструменти за управление на вниманието
Инструменти, които могат да бъдат разработени за подсилване на вниманието на различни нива, биват следните:
- на организационно ниво – чрез подкрепяне на организационни процеси
- на колективно ниво
- на индивидуално ниво
- на индивидуално ниво – чрез помагане на хората да оценят и анализират вниманието си.

## Проекти
Разработени са много проекти, свързани с използването на информационни и комуникационни технологии (ИКТ) за подпомагане на вниманието, като например:
- AtGentive – Грижливи агенти за съвместно учещи
- SAKE – Semantic-enabled Agile Knowledge-based eGovernment
- SUITOR